# سیستم بس ذره‌ای
در فیزیک، هر سیستمی که از بیش از یک ذره تشکیل شده باشد، سیستم بس ذره ای نامیده می‌شود.

## سیستم بس ذره‌ای درمکانیک کلاسیک
در فیزیک کلاسیک، با شناخت نیروهای وارد شده بر هر ذره و استفاده از قانون دوم نیوتن، علی الاصول می‌توان مکان و سرعت ذره را در هر لحظهٔ دلخواه آینده به دست آورد. در حالت کلی و در فضای سه بعدی، به ازای هر ذره، با نوشتن قانون دوم نیوتن در سه راستای عمود بر هم (مثلاً x و y و z در دستگاه مختصات دکارتی)، سه معادله به دست می‌آید که هر یک از آن‌ها یکی از مولفه‌های سه گانهٔ شتاب ذره را به دست می‌دهند. با انتگرال گیری از هر یک از شتاب‌ها نسبت به زمان مؤلفه‌های سرعت، و با انتگرال گیری از آن‌ها مؤلفه‌های مکان ذره به صورت توابعی از زمان حاصل می‌شوند. پس، با حل سه معادله و محاسبهٔ ۶ انتگرال، علی الاصول می‌توان هر مسئلهٔ تک ذره‌ای را حل کرد.
حال اگر سیستم از {\displaystyle N} ذره تشکیل شده باشد، هر یک از ذرات، علاوه بر نیروهایی که از طرف محیط به آن‌ها وارد می‌شود، تحت تأثیر {\displaystyle (N-1)} ذرهٔ دیگر هم قرار می‌گیرد. نیروی مبادله شده بین هر جفت ذره از ذرات تشکیل دهندهٔ سیستم، معمولاً به فاصلهٔ دو ذره از هم وابسته‌است. در نتیجه، هر یک از معادله‌های حاصل از نوشتن قانون دوم نیوتن در یکی از سه راستای عمود بر هم دست کم شامل {\displaystyle N(N-1)} جمله خواهد بود. پس، در کل باید ابتدا دستگاه معادلاتی شامل {\displaystyle 3N} معادلهٔ {\displaystyle N(N-1)} جمله‌ای را حل کرده و سپس {\displaystyle 6N} معادلهٔ انتگرالی را حل کنیم تا بتوانیم مکان و سرعت همهٔ ذرات سیستم را به دست آوریم. معمولاً معادلات و انتگرال‌های حاصل به گونه‌ای هستند که امکان حل تحلیلی مسئله وجود ندارد؛ با این حال، علی الاصول مسئله را با هر دقت دلخواه می‌توان به صورت عددی حل کرد.
اگر {\displaystyle N} کوچک باشد، روش بالا قابل پیاده‌سازی است. به عنوان نمونه، سیستم زمین-ماه-خورشید یک سیستم ۳ ذره ای است. تلاش‌های زیادی برای حل تحلیلی مسئلهٔ ۳ جسم به انجام رسیده‌است. به عنوان مثالی دیگر، منظومهٔ شمسی را می‌توان سیستمی ۱۴ ذره‌ای در نظر گرفت(خورشید، ۸ سیاره و۵ سیارهٔ کوتوله). در چنین مواردی، حل تحلیلی تقریباً غیرممکن است اما با هر دقت دلخواه مسئله را می‌توان به صورت عددی حل کرد.
معمولاً {\displaystyle N} بسیار بزرگ است. به عنوان نمونه، در هر سانتی متر مکعب از هوای اتاق در دمای معمولی سی میلیون میلیون میلیون ({\displaystyle 3\times 10^{19}}) ذره وجود دارد. در چنین مواردی، حل تحلیلی غیرممکن است و برای حل عددی مسئله، حتی اگر همهٔ کامپیوترهای موجود را به‌طور هم‌زمان به کار گیریم، میلیاردها سال طول می‌کشد تا مسئله حل شود. حتی اگر بتوان به جواب رسید بیشتر نتایج حاصل از این روش غیرقابل استفاده و بی‌ارزش هستند. در مطالعهٔ حرکت توده‌های هوا موقعیت یا سرعت تک تک ذرات اهمیتی ندارند؛ ان چه حائز اهمیت است موقعیت و سرعت کل توده به صورت یک واحد است.
برای حل سیستم بس ذره‌ای از مفاهیمی چون مرکز جرم یا مکانیک آماری باید کمک گرفت.

## سیستم بس ذره‌ای درمکانیک کوانتومی
در مکانیک کوانتومی رفتار ذرات بسیار ریز مورد مطالعه قرار می‌گیرد. اما اولاً حتی ساده‌ترین اتم نیز از بیش از از یک ذره تشکیل شده، ثانیاً امکان تعقیب کامل تک تک ذرات(به همان شکلی که در مکانیک کلاسیک میسر است) وجود ندارد و ثالثاً در عمل، تقریباً هیچ وقت، با یک اتم، یا یک فوتون یا یک الکترون سر و کار نداریم. به عنوان مثال، یک پرتو نور تک فام بسیار ضعیف هم معمولاً شامل میلیون‌ها فوتون همسان است. معادلهٔ موج سیستم‌های بس ذره‌ای بسیار پیچیده‌است و از این رو تقریباً هرگز امکان محاسبهٔ صریح تابع موج وجود ندارد و برای حل مسائل باید به تقریب زدن رو آورد.